# Edpercivalia morrisi
Edpercivalia morrisi là một loài Trichoptera trong họ Hydrobiosidae. Chúng phân bố ở miền Australasia.